# 麥可·羅素
麥克·羅素（英語：Michael Russell，1978年5月1日—）是一位美國職業網球運動員，1998年轉職業。

## 外部連結
- 麥可·羅素（英文/西班牙文）的官方資料
- 麥可·羅素的國際網球總會 職業／青少年 官方資料（英文）
- 麥可·羅素的官方資料（英文）
- 麥可·羅素的X（前Twitter）